# Cyanopepla lystra
Cyanopepla lystra är en fjärilsart som beskrevs av Druce 1896. Cyanopepla lystra ingår i släktet Cyanopepla och familjen björnspinnare. Inga underarter finns listade i Catalogue of Life.